# Aeroporto Internacional Julius Nyerere
O Aeroporto Internacional Julius Nyerere ou Aeroporto Internacional de Dar es Salaam (código IATA: DAR, código OACI: HTDA) é o principal aeroporto de Dar es Salaam, a maior cidade da Tanzânia. O aeroporto leva o nome do primeiro presidente da Tanzânia, Julius Nyerere.

## Linhas aéreas e destinos
- Air Malawi (Blantyre, Lilongwe)
- Air Uganda (Entebbe, Nairobi, Zanzibar, Juba, Khartoum)
- Air Zimbabwe (Harare, Nairobi)
- British Airways (London-Heathrow)
- Coastal Aviation (Tanzanian safari parks, private charters- Addis Ababa, Johannesburg, Nairobi)
- Comores Air Services (Moroni)
- Comores Aviation (Anjouan, Moroni)
- Community Airlines (Kilimanjaro, Mwanza)
- EgyptAir (Cairo)
- Emirates (Dubai)
- Ethiopian Airlines (Addis Ababa)
- Kenya Airways (Nairobi)
- KLM (Amsterdam)
- Linhas Aéreas de Moçambique (Maputo, Pemba)
- Precision Air (Kigoma, Kilimanjaro, Mombasa, Musoma, Mwanza, Nairobi, Shinyanga, Tabora, Zanzibar)
- Qatar Airways (Doha)
- South African Airways (Joanesburgo)
- Swiss International Air Lines (Zurique)
- ZanAir (Zanzibar)

### Linhas aéreas cargueiras
- Safair